# Enny Denita

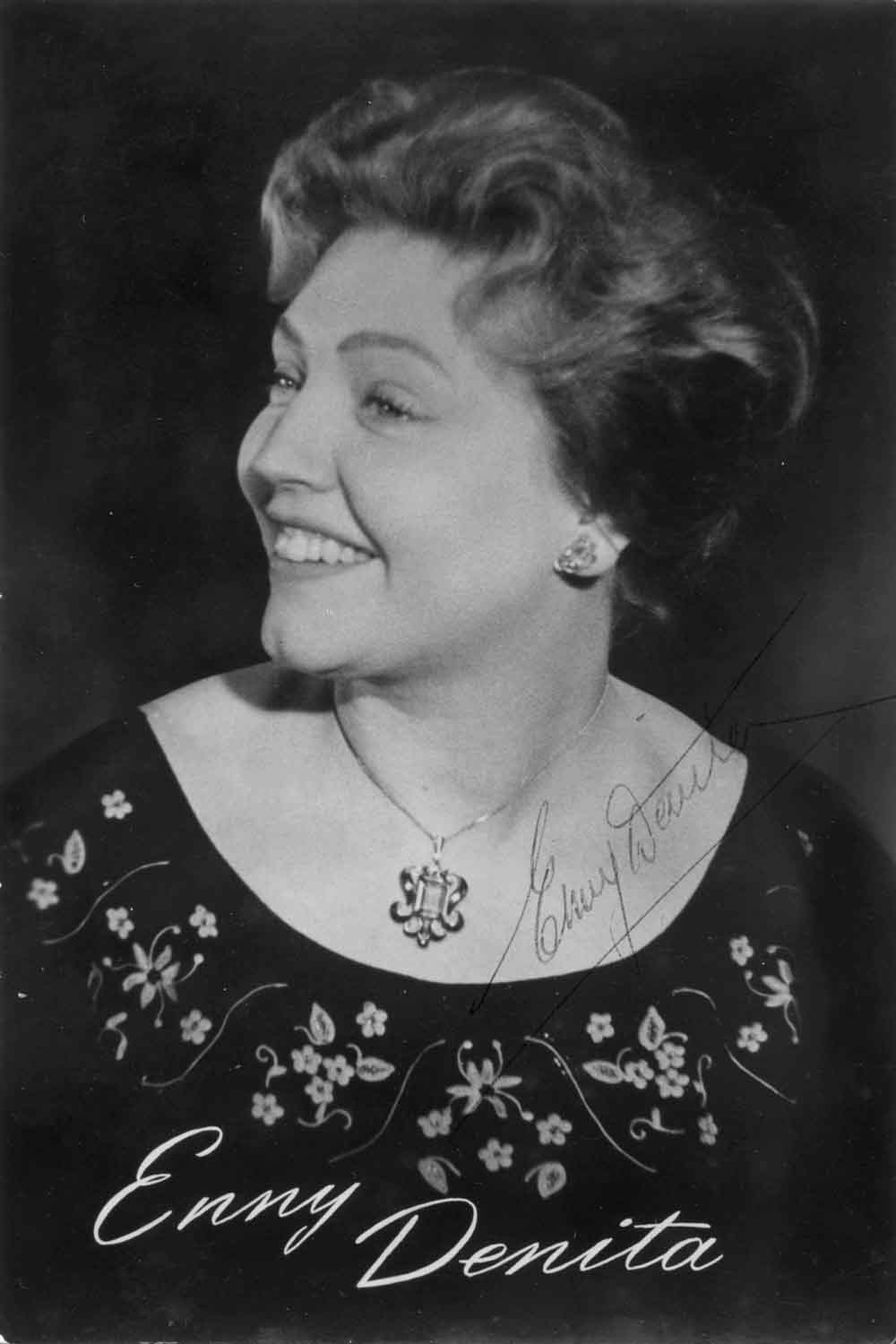

Enny Denita (artiestennaam van Enny Thiriart, Lillo, 9 april 1928 – Oud-Turnhout, 14 juli 2022) was een Vlaamse danseres en voor korte periode ook zangeres. Haar artiestennaam was een meisjesnaamvariant van Denis, haar vader.

## Biografie
Ze was aanvankelijk danseres in revues, voornamelijk in Nederland, Duitsland en Zwitserland. Haar muzikale partner was gitarist Marcel Bossu. Om ook te kunnen zingen nam ze les bij Louisa Lausanne aan het Conservatorium van Antwerpen. Ze zong onder meer bij het Metropolis Orkest van Marcel Hellemans. In 1958 kwam ze onder de aandacht van muziekproducent Jean Kluger. Onder diens leiding en met Louis Marshall nam ze een plaatje op voor Olympia Records. Haar Bittere tranen werd een dermate grote hit, dat ze dat niet meer kon evenaren. Er gingen in negen maanden hitparade waarvan een maand op 1 (maandlijsten) meer dan 100.000 exemplaren over de toonbank. In 1961 (met Maandenkrans der liefde) en 1963 nam ze deel aan het Nationaal Songfestival Vlaanderen, maar kreeg onvoldoende bijval. Jacques Raymond werd uitgezonden naar het Eurovisiesongfestival 1963 met Waarom? en werd tiende.
In 1959 huwde ze. Ze had één dochter.

## Discografie
- 1949: ’s Avonds als het maantje lacht/Gejaagd door de wind (Columbia) met Hellemans
- 1954: In your heart/Your heart and my heart
- 1954: Noverlty song/As long there’s a spring
- 1958: Veel bittere tranen/Jong van hart en grijze haren  (Olympia LPQ 104)
- 1958: Nu wil ik jou niet meer/Eenzame uren (Olympia LPQ 142)
- 1958: Uit het oog, uit het hart/Ik ben de hemel dankbaar (Olympia LPQ 178)
- 1958: Een, gitaar, een wijde zee/Bloemenmeisje (Olympia LPQ 204)
- 1958: Waarom/Rode anemonen (Olympia LPQ 225)
- 1959: Papieren rozen/Ik geef je de zon (Fontana 265.083)
- 1959: De rode tango/Slapeloze nachten (Fontana 265.085)
- 1960: Spaar je tranen/’s Avonds bij het licht der maan (Philips 319743 PF)
- 1961: De Rode Tango/Slapeloze Nachten (Fontana 265.085 TF)
- 1961: Bewaar de Laatste Dans Voor Mij/Verlangen (Fontana 265 087 TF)
- Ep samen met Will Ferdy Van Brugge naar Damme; Denita zong Heel de wereld/Fiesta d’amore onder leiding van Marcel Denies